# Präsidentschafts- und Parlamentswahl in Chile 2025
Die Präsidentschafts- und Parlamentswahl in Chile 2025 soll am 16. November stattfinden. Sollte kein Präsidentschaftskandidat die absolute Mehrheit der Stimmen erhalten, ist am 14. Dezember ein zweiter Wahlgang vorgesehen.

## Präsidentschaftskandidaten
| Kandidat | Kandidat | Kandidat               | Partei |
| -------- | -------- | ---------------------- | --- |
|          |          | Jeannette Jara         | Unidad por Chile - Partido Comunista de Chile - Partido Socialista de Chile - Partido por la Democracia - Partido Radical - Partido Liberal de Chile - Frente Amplio - Partido Demócrata Cristiano de Chile Verdes Regionalistas y Humanistas - Acción Humanista - Federación Regionalista Verde Social |
|          |          | José Antonio Kast      | - Partido Republicano de Chile - Partido Social Cristiano |
|          |          | Evelyn Matthei         | Chile Vamos - Unión Demócrata Independiente - Renovación Nacional - Evolución Política - Demócratas Chile Amarillos por Chile |
|          |          | Franco Parisi          | Partido de la Gente |
|          |          | Johannes Kaiser        | Partido Nacional Libertario |
|          |          | Harold Mayne-Nicholls  | unabhängig |
|          |          | Marco Enríquez-Ominami | unabhängig |
|          |          | Eduardo Artés          | Partido Comunista Chileno (Acción Proletaria) |

## Präsidentschaftsvorwahl des WahlbündnissesUnidad por Chile
| Kandidaten        | Kandidaten        | Parteien                                    | Stimmen    | %    |
| ----------------- | ----------------- | ------------------------------------------- | ---------- | ---- |
|                   | Jeannette Jara    | Partido Comunista de Chile                  | 826.417    | 60,2 |
|                   | Carolina Tohá     | Socialismo Democrático (PS – PPD – PR – PL) | 385.661    | 28,1 |
|                   | Gonzalo Winter    | Frente Amplio                               | 123.913    | 9,0  |
|                   | Jaime Mulet       | Federación Regionalista Verde Social        | 37.678     | 2,7  |
| Gesamt            | Gesamt            | Gesamt                                      | 1.373.669  | 100  |
|                   |                   |                                             |            |      |
| Ungültige Stimmen | Ungültige Stimmen | Ungültige Stimmen                           | 47.815     | 3,4  |
| Wähler            | Wähler            | Wähler                                      | 1.421.484  | 9,2  |
| Wahlberechtigte   | Wahlberechtigte   | Wahlberechtigte                             | 15.499.071 |      |
|                   |                   |                                             |            |      |
| Quelle: SERVEL    |                   |                                             |            |      |

## Umfragen
| Institut        | Datum       | Kandidaten (%) | Kandidaten (%) | Kandidaten (%) | Kandidaten (%) | Kandidaten (%) | Kandidaten (%) |
| Institut        | Datum       | Jara UPCh      | Kast PLR       | Matthei ChV    | Parisi PDG     | Kaiser PNL     | Sonst.         |
| --------------- | ----------- | -------------- | -------------- | -------------- | -------------- | -------------- | -------------- |
| Cadem           | 2.–4. Jul   | 26             | 22             | 18             | 10             | 6              | 10             |
| Criteria        | 1.–3. Jul   | 31             | 22             | 18             | 9              | 8              | 9              |
| B&W             | 1.–2. Jul   | 39             | 25             | 18             | 5              | 9              | 4              |
| Activa          | 30.–1. Jul  | 33,8           | 17,3           | 16,8           | 8,9            | 4,3            | 15,3           |
| Panel Ciudadano | 29.–30. Jun | 26             | 23             | 19             | 7              | 9              | 16             |